# Lucio Blázquez
Lucio Blázquez Blázquez (12 de febrer de 1933 a Serranillos, Àvila) és un hostaler i emprenedor de l'hostaleria d'alguns dels locals de Madrid, el més famós d'ells, que pren el seu nom: Casa Lucio. Una de les especialitats són el ous ferrats amb puntilla.